# 키시타니 고로
키시타니 고로(일본어: 岸谷 五朗, 1964년 9월 27일 ~ )는 일본의 배우, 디스크 자키, 감독으로, 아뮤즈 소속, 도쿄도 무사시노시 출신이며, 기획 유닛 지큐 고사스(地球ゴージャス)의 멤버이다.